# Abdel Moneim El-Guindi
Abdel Moneim El-Guindi (àrab: عبد المنعم الجندي)  (Alexandria, 12 de juny de 1936 - 17 de març de 2011) va ser un boxejador egipci, guanyador d'una medalla olímpica.
El 1960, sota bandera de la República Àrab Unida, va prendre part en els Jocs Olímpics d'Estiu de Roma, on va guanyar la medalla de bronze en la categoria del pes mosca del programa de boxa. Va quedar eliminat en semifinals contra l'hongarès Gyula Török, posterior campió olímpic.
En el seu palmarès també destaca una medalla d'or en els Jocs del Mediterrani de 1959, així com cinc campionats del món, militars i amateurs. Durant la seva carrera esportiva va disputar 261 combats, dels quals només en va perdre tres.